# Aphthona mude
Aphthona mude es un coleóptero de la familia Chrysomelidae. Fue descrita científicamente por primera vez en 2005 por Konstantinov & Sprecher-Uebersax.